# Þorkell máni
Þorkell Þorsteinsson, plus connu comme Þorkell máni, est une personnalité politique médiévale islandaise, lögsögumad entre 970 et 984.